# Crédit Agricole Suisse Open Gstaad 2013
Il Crédit Agricole Suisse Open Gstaad 2013 è stato un torneo di tennis giocato sulla terra rossa. È stata la 99ª edizione del Crédit Agricole Suisse Open Gstaad, che fa parte dell'ATP World Tour 250 Series nell'ambito dell'ATP World Tour 2013. Si è tenuto alla Roy Emerson Arena a Gstaad, Svizzera, dal 20 al 28 luglio 2013.

## Partecipanti

### Teste di serie
| Giocatore             | Nazione   | Ranking* | Testa di serie |
| --------------------- | --------- | -------- | -------------- |
| Roger Federer         | Svizzera  | 5        | 1              |
| Stan Wawrinka         | Svizzera  | 10       | 2              |
| Janko Tipsarević      | Serbia    | 16       | 3              |
| Juan Mónaco           | Argentina | 20       | 4              |
| Feliciano López       | Spagna    | 31       | 5              |
| Michail Južnyj        | Russia    | 32       | 6              |
| Lukáš Rosol           | Rep. Ceca | 40       | 7              |
| Roberto Bautista Agut | Spagna    | 49       | 8              |

*Teste di serie basate sul ranking al 15 luglio.

### Altri partecipanti
I seguenti giocatori hanno ricevuto una wild card per il tabellone principale:
- Marco Chiudinelli
- Roger Federer
- Henri Laaksonen

I seguenti giocatori sono passati dalle qualificazioni:

- João Souza
- Jan Hernych
- Dustin Brown
- Victor Crivoi

## Campioni

### Singolare
Michail Južnyj ha sconfitto in finale  Robin Haase per 6–3, 6–4.
- È il nono titolo in carriera, primo dell'anno.

### Doppio
Jamie Murray /  John Peers hanno sconfitto in finale  Pablo Andújar /  Guillermo García López per 6–3, 6–4